# Christoph 66
Christoph 66 ist der Funkrufname eines Dual-Use Rettungshubschraubers der ADAC Luftrettung. Der Hubschrauber vom Typ Airbus Helicopters H145 D-2 ist an der ADAC Luftrettungsstation Imsweiler auf dem Flugplatz Imsweiler stationiert.

## Geschichte
Das Luftrettungszentrum (LRZ) wurde am 2. September 2019 in Dienst genommen. Die ADAC Luftrettung setzt einen Hubschrauber vom Typ Airbus Helicopters H145 D-2 ein.

## Rettungszentrum
Die Pilotinnen und Piloten werden von der ADAC Luftrettung gestellt. Die Notfallsanitäter bzw. HEMS sind ebenfalls über die ADAC Luftrettung tätig. Die Notärztinnen und Notärzte kommen vom Westpfalzklinikum Kaiserslautern, vom Universitätsklinikum des Saarlandes in Homburg.
Christoph 66 ist der einzige Rettungshubschrauber in Rheinland-Pfalz, der mit einer Rettungswinde ausgestattet ist. Hierbei stellt die Bergwacht des DRK-Landesverbandes Rheinland-Pfalz Bergretter oder die Berufsfeuerwehr Kaiserslautern Höhenretter zur Unterstützung und Absicherung des Notarztes bereit. 